# Speak
Speak (рус. Говори) — дебютный студийный альбом американской певицы Линдси Лохан. Он был выпущен 7 декабря 2004 компанией Casablanca Records. Создателями и продюсерами альбома являются Кара ДиоГарди, Джон Шнэкс и Кори Руни. Альбом был самым коммерчески успешным в Casablanca Records за последние несколько лет, продав 1,000,000 копий в США.
Альбом получил по большей части смешанные оценки от критиков, прокомментировавших что Лохан — «не плохая певица, но в ней нет ничего экстраординарного» В США альбом достиг пика на 4 строке в Billboard 200, было продано 261 762 копий на первой неделе релиза. По всему миру было продано 2 миллиона копий, альбом был самым продаваемым на тот момент.
Первые 2 сингла с Speak, «Rumors» и «Over» были успешны; «Over» был на верхушке Bubbling Under Hot 100, где оставался 3 недели и вошёл в чарты Австралии, Ирландии и Англии. «Rumors» достиг пика на #6 в чарте Bubbling Under Hot 100, а также в Австралии и Германии. Клип для «Rumors» был номинирован в категории «Лучше Поп Видео» на MTV Video Music Awards 2005 году. Обе песни получили высокие ротации на MTV в Total Request Live. Последний сингл «First» был выпущен, чтобы прорекламировать фильм Лохан Сумасшедшие гонки. Песня имела небольшой успех в Австралии и Германии. Был запланирован тур в Тайвань, но позже он был отменен.

## История создания
Лохан планировала выпустить альбом летом 2001, согласно её официальному веб-сайту, llrocks.com, но в итоге это не удалось. Лохан начала записывать демо-треки с Эмилио Эстефаном мл.. Он и его жена Глория Эстефан подписали контракт с Лохан на производство пяти альбомов в сентябре 2002 года. «Я безумно счастлива работать с Эмилио, я окружена группой очень талантливых людей, которые заставили меня чувствовать, как будто я часть их семьи» — сказала Лохан в интервью. Также в сентябре Лохан получила главную роль в ремейке фильма «Чумовая пятница», и от неё потребовалось научиться играть на гитаре. Лохан записала песню для фильма «Ultimate», которая транслировалась на Radio Disney, чтобы прорекламировать фильм. Песня достигла #18 в Radio Disney’s Top 30.
В 2003 году Лохан записала 4 песни, включая хит Radio Disney «Drama Queen (That Girl)», который был выпущен саундтреком к фильму Лохан, «Звезда сцены». Певица начала писать треки для альбома в апреле 2004. «Я написала море стихов, я нахожусь в творческом процессе, потому что я хочу петь о том, что относится ко мне», сказала Лохан. «Я просто пытаюсь прочувствовать это, и посмотреть, что будет дальше. Я играю на гитаре, а также люблю танцевать, так что [музыка будет] местами в стиле хип-хоп и рок». Она начала работать с Дайан Уоррен и Рэнди Джексоном, которые собирались помочь написать и продюсировать альбом. Дайан Уоррен написала песню «I Decide». Когда Лохан решила не сотрудничать с этими авторами. «I Decide» была выпущена в саундтреке к фильму «Дневники принцессы 2: Как стать королевой» и на Radio Disney, но не вошла в альбом.
К 2004 контракт Лохан с Эмилио Эстефаном мл. был разорван, и она начала искать новых продюсеров для своего альбома. Когда её спросили на MTV о том, с каким лейблом она будет работать, Лохан сказала: «Я разговаривала с Jive, Universal и с кем-то из Bad Boy на следующий день, что было бы очень классно, но посмотрим, что будет». Летом Лохан призналась, что она подписала контракт с Casablanca Records, дочерней компанией Universal Music Group.

## Производство
Производство альбома началось в июле 2004 года, параллельно Лохан начала сниматься в следующем диснеевском фильме «Сумасшедшие гонки». 4 августа, когда начались съёмки «Гонок», Лохан пришлось записывать 6 из 12 треков в её трейлере прямо на съёмках, так как у неё не было времени из-за того, что альбом мог бы начать хорошо продаваться в декабре во время рождественских праздников. Лохан снималась с 5:00 утра до 12:30 утра и записывала песни с 12:30 утра до 2:00 ночи, оставляя себе только 3 часа на сон.
Производство альбома и фильма были приостановлены в 21 октября, когда Лохан уехала в медицинский госпиталь Cedar-Sinai, как сообщается, из-за истощения и температуры в 39С. Лохан подцепила воспаление почек и оказалась также в эпицентре семейного кризиса, после того как её отец был арестован ранее в этом году. После пребывания в госпитале 6 дней, Лохан вернулась на съёмки фильма, чтобы закончить их и записать альбом. «Я была перегружена», — сказала Лохан в эфире The Ellen DeGeneres Show, — «Очень важно сказать „нет“». Сначала дата релиза была назначена на ноябрь, но потом была перенесена на 7 декабря, чтобы позволить Лохан закончить запись альбома после пребывания в госпитале.
Согласно Родни Джеркинсу, Лохан записала трек под названием «Extraordinary». Песня в стиле рок не попала в конечный трек-лист альбома. "Мы просто ждём, когда попадём в студию и начнём монтаж. Я знаю, у неё бешеный график, как и у меня. Так что мы собираемся встретиться, чтобы смонтировать, возможно, где-то здесь в Лос-Анджелесе или где-то ещё. Это должно быть забавно, потому что она бывает в различных местах, знаете, это маленькая чертовка думает, что все пытаются подшутить над ней, вы понимаете о чём я? По существу, запись, которую мы сделали, в основном говорит, знаете, «Я необычная. Всё, я другая».

## Стиль и музыкальные темы
В альбоме присутствуют различные стили музыки, такие как софт-рок, электро-поп и поп-рок. «Я хотела такого смешения, потому что люблю такие клубные треки, которые можно послушать, прежде чем пойдешь отрываться всю ночь с друзьями. И я также хотела материал, который был бы хоть чуть в стиле рок, который бы вы захотели послушать, если раздражены, в депрессии или расстроены или что-то вроде этого. Я хотела прочувствовать все те, ощущения, а также говорить о различных вещах, вот почему название альбома — Speak», — сказала Лохан в интервью для IGN. Главный сингл «Rumors» был назван Rolling Stone «яростным клубным гимном с тяжелыми басами». Главная тема альбома раскрывается в треке о папарацци и слухах в таблоидах, которые окружают её жизнь. «Rumors» — это песня о проблемах, с которыми приходится сталкиваться Лохан, включая слухи, которые вторгаются в её жизнь. В песне Лохан поет: «Я бы хотела, чтобы убрали вспышки убрали / Потому что я хочу хотя бы немного пространства, чтобы дышать / Прошу уважать мою частную жизнь». Электро-поп песня «To Know Your Name» о том, что Лохан не могла остаться наедине с тогдашним её бойфрендом Уилмером Вальдераммой. «Всем необходимо критиковать / Но никто из них даже не знает о наших жизнях», — один из куплетов песни. «Anything But Me» в стиле рок — о попытке найти себя и неспособности удовлетворить ожидания людей. В «Anything But Me» также есть куплет о папарацци, где она поет: «Так много хаоса движется вокруг меня / Что тот или та сказала».
В начале альбома находятся поп-рок песни такие как «First» и «Nobody 'Til You», обе об отношениях с бойфрендом, возможно, с Вальдераммой. В таких треках как «Magnet» она уже поет в урбанистическом поп стиле об общении с парнем, о том, что она воращается к нему за чем-то большим, сравнивая его с магнитом. IGN сказал, что «Over», второй сингл, «начинается как трек Cure, вкупе с грустной акустической гитарой и навязчивым фортепианным звучанием». Песня о том, как её бойфренд никак не решается, и что их отношения похожи на «американские горки». Остальные треки с альбома в стиле софт-рок, включая «Very Last Moment in Time» о том, как жить на всю катушку, «Something I Never Had» — о её сохранившихся чувствах к бывшему возлюбленному. Во втором куплете Лохан поет: «Я продолжаю повторять себе, что все изменится к лучшему / И если я немного подожду, может, ты к тому времени изменишь своё мнение». Соавтором песни была Келли Кларксон. В «Symptoms of You» присутствует фортепианная мелодия Ванессы Карлтон.

## Отзывы

### Появление в чарте и синглы
Альбом вошёл в Billboard 200 на #4 и оставался в чарте 20 недель. «Rumors» был выпущен первым альбомным синглом 21 сентября 2004. Он достиг 6 строки в Bubbling Under Hot 100 Singles в Billboard. Его клип с сексуальным подтекстом получил высокие ротации на MTV в Total Request Live.
«Rumors» получил статус Золотого по данным RIAA из-за высоких Интернет-продаж. Песня была номинирована в категории «Лучшее Поп Видео» на VMA Awards 2005 года.
«Over» был выпущен вторым синглом 14 декабря 2004. Песня провела 3 недели на первой строке в Billboard Bubbling Under Hot 100 Singles, но имела меньший успех по сравнению с «Rumors». Песня была первым и единственным синглом, который был выпущен в Великобритании. Оба сингла получили высокую ротацию на радио. Одноимённый трек с альбома, «Speak», предполагалось выпустить третьим синглом. Фрэнсис Лоуренс должен был стать режиссёром видеоклипа. Вместо этого 10 мая 2005 вышел сингл «First». Он вошйл в саундтрек Сумасшедших гонок где Лохан сыграла главную роль. «Speak» позже должен был выйти 4 синглом, но релиз не состоялся, так как Лохан работала над вторым альбомом. «First» стал хитом в Латинской Америке и некоторых странах Европы, но не был успешен в американских чартах.

### Отзывы критиков
| Оценки критиков      | Оценки критиков |
| Источник             | Оценка          |
| -------------------- | --------------- |
| Allmusic             | [ 17 ]          |
| Entertainment Weekly | (C)             |
| RTÉ.ie               | [ 19 ]          |
| Rolling Stone        | [ 20 ]          |
| Slant Magazine       | [ 21 ]          |
| Stylus Magazine      | (D+)            |
| Teen Ink             | (Позитивные)    |

Speak получил смешанные отзывы критиков. Линда МакДжи из RTÉ.ie сказала: "Что делает альбом наиболее впечатляющим, так это бесспорная лёгкость Лохан в достижении различных стилей. «Когда она поёт не так чувственно, шероховатая грубость голоса держит Лохан глубже, чем на поверхности на протяжении этого альбома».
«У неё есть простор, чтобы развиваться как певице, но её талант к написанию песен уже впечатляет», — говорит Teen Ink, который дал альбому позитивную оценку. Журнал продолжает говорить: «С первой попытки Лохан сделала хорошую работу. Speak приятно слушать от начала до конца».
Rolling Stone говорит: «Speak доказывает, что у Лохан есть темперамент и талант, необходимые для конкуренции с молодыми суперзвездами». «[С] всего лишь двумя хитовыми фильмами за плечами, Лохан решила, что пора превратить [себя] в мультимедийную межплатформенную звезду, — пишет Стивен Томас Эрлевайн из Allmusic, — и таким образом, — Speak был записан быстро и был стремительно доставлен в магазины». Он назвал её музыку «смесью старомодного стиля Бритни, данс-попа и торжественного саунда в жанре стадионного рока… [Однако,] Лохан отделяется от массы с её отношением „всегда готова к вечеринкам“ и хриплым голосом».

## Продвижение
Лохан появлялась на многих ток-шоу, чтобы продвинуть её альбом. Лохан исполнила «Rumors», «Over» и «Speak» в декабре во 2 эпизоде AOL Sessions. Она также была приглашена на The Ellen DeGeneres Show и Good Morning America, чтобы продемонстрировать свои таланты. Лохан появилась на сейшене по случаю Нового года, который был организован MTV на Times Square.
У Лохан был запланирован тур по Тайваню после того, как узнала, что её альбом был оценен по достоинству фанатами в этой стране и получил статус золотой. «Я бы хотела поехать в (тур по Тайваню). Я никогда не ездила в турне, но мне бы реально понравилось это. Приятно чувствовать, что люди в других местах и других странах осознают мою музыку и то, что я создаю», — говорит Лохан в интервью. Тур позже был отменён.

## Список композиций
| №   | Название                   | Автор(ы)                                                                                            | Длительность |
| --- | -------------------------- | --------------------------------------------------------------------------------------------------- | ------------ |
| 1.  | «First»                    | Джон Шнэкс, Кара ДиоГарди                                                                           | 3:29         |
| 2.  | «Nobody 'Til You»          | Шнэкс, ДиоГарди                                                                                     | 3:37         |
| 3.  | «Symptoms of You»          | Линдси Лохан, Андреас Карлссон, Лиза Грин, Сэвэн Котэча                                             | 2:55         |
| 4.  | «Speak»                    | Лохан, Шнэкс, ДиоГарди                                                                              | 3:46         |
| 5.  | «Over»                     | Лохан, Шнэкс, ДиоГарди                                                                              | 3:36         |
| 6.  | «Something I Never Had»    | Шелли Пайкен, Шнэкс, Келли Кларксон                                                                 | 3:38         |
| 7.  | «Anything But Me»          | Лохан, Шнэкс, ДиоГарди                                                                              | 3:16         |
| 8.  | «Disconnected»             | Карл Бьорселл, Карл Фальк, Дидрик Тотт, Джейк Шульц, Кристиан Ландин, Сэвэн Котэча , Себастьян Тотт | 3:34         |
| 9.  | «To Know Your Name»        | Дэвид Эрискен, Том Николс                                                                           | 3:19         |
| 10. | «Very Last Moment in Time» | Хиллари Линдсей, Стив Робсон, Трой Вергес                                                           | 3:28         |
| 11. | «Magnet»                   | Джимми Гарри, ДиоГарди                                                                              | 3:14         |
| 12. | «Rumors»                   | Лохан, Кори Кори Руни, ТиДжей Джексон, Тэрилл Джексон                                               | 3:16         |

| №  | Название                      | Длительность |
| -- | ----------------------------- | ------------ |
| 1. | «Rumors» ((Full Phatt Remix)) |              |
| 2. | «клип Rumors» (CD-ROM трек)   |              |

| №  | Название                               | Длительность |
| -- | -------------------------------------- | ------------ |
| 1. | «Rumors» (Sharp Boys Remix Radio Edit) |              |
| 2. | «Over» (Full Phatt Remix)              |              |
| 3. | «клип Rumors» (CD-ROM трек)            |              |

| №  | Название                         | Длительность |
| -- | -------------------------------- | ------------ |
| 1. | «Herbie: Fully Loaded» (Трейлер) |              |
| 2. | «First» (Клип)                   |              |
| 3. | «Over» (Клип)                    |              |
| 4. | «Rumors» (Клип)                  |              |

## Чарты
| Чарты (2004)             | Позиция |
| ------------------------ | ------- |
| U.S. Billboard 200       | 4       |
| Brazillian Album Charts  | 1       |
| World Albums Top 40      | 11      |
| Phillipines Album Charts | 1       |
| Top Canadian Albums      | 9       |
| Austria Album Top 75     | 36      |
| Top Australian Albums    | 57      |
| Greece Top 50            | 45      |
| Indonesian Album Top 10  | 1       |

## Создатели
- Dave Audé — звукорежиссёр
- Chris Avedon — Инженер
- Lauren Bialek — Управление производством
- Charlie Bisharat — Скрипка, Концертмейстер
- Sandy Brummels — Креативный директор
- Eloise Bryan — отдел по работе с начинающими артистами
- Denyse Buffam — Альт
- David Campbell — Струнные
- Roberto Cani — Скрипка
- Bruce Carborne — отдел по работе с начинающими артистами
- Andreas Carlson — Гитара , Бэк-вокал, Продюсер, Инженер
- Vinnie Colaiuta — Барабаны
- Larry Corbett — Виолончель
- Mario Diaz de Leon — Скрипка
- Kara DioGuardi — Бэк-вокал, Продюсер
- Electric Pete — Микширование
- Kalle Engstrom — Басы, Клавишные, Программирование, Продюсер, Инженер
- David Eriksen — Барабаны, Бэк-вокал, Продюсер, Инженер, Клавишное программирование
- Charlie Falk — Гитара
- Lars Fox — Инженер
- Armen Garabedian — Инженер
- Berj Garabedian — Инженер
- Lior Goldenberg — Микширование
- Alan Grunfeld — Скрипка
- Sal Guastella — отдел по работе с начинающими артистами
- Jimmy Harry — Продюсер
- George Holz — Фотограф
- Ted Jensen — Аудиомастеринг
- Suzie Katayama — Виолончель
- Peter Kent — Скрипка
- Peter Wade Keusch — Продюсер, Инженер
- Jason Lader — Клавишные, Программирование
- LL Rocks — Менеджмент
- Dina Lohan — Менеджмент
- Lindsay Lohan — Бэк-вокал
- Kristian Lundin — Клавишные, Программирование, Продюсер, Инженер
- Darrin McCann — Альт
- Tommy Mottola — Исполнительный продюсер
- Jamie Muhoberac — Клавишные
- Pablo Munguia — Инженер
- Anna Nordell — Бэк-вокал
- Börge Petersen Överlei — Гитара
- Shelly Peiken — Бэк-вокал
- Herb Powers — Мастеринг
- Bill Richards — Продуктивный менеджер
- Matthew Rolston — Фотограф, Фотографии для обложки
- Cory Rooney — Клавишные, Бэк-вокал, Продюсер
- Jeff Rothschild — Барабаны, Программирование, Инженер, Микширование
- John Shanks — Гитара, Барабаны, Бас-гитара, Клавишные, Продюсер, Микширование
- Martin Sjolie — Инженер, Ассистент продюсера
- Harry «Slick» Sommerdahl — Басы, Барабаны, Клавишные, Продюсер, Инженер
- Joe Spix — Подписи от руки
- Sarah Thornblade — Скрипка
- Mark Valentine — Инженер
- Dave Way — Микширование
- Barbara Wesotski — отдел по работе с начинающими артистами
- Christopher J. Wormer — Гитара
- Genevieve Zaragoza — отдел по работе с начинающими артистами